# Departamento marítimo de Cartagena
El departamento marítimo de Cartagena fue una subdivisión administrativa del litoral español.

## Historia
Desde el siglo XVIII, la organización naval de España se dividía en Departamentos Marítimos. Por Real Orden de 5 de diciembre de 1726 se desarrolló el proyecto de creación de una base naval en cada una de las costas (Norte, Sur y Levante) de la Península, con el nombre de Departamentos. El de Cartagena era, junto con el de Cádiz y el de Ferrol, uno de los tres en que se dividía el litoral de España. Incluía las provincias marítimas de Cartagena, Valencia, Barcelona y Mallorca. Abarcaba geográficamente la costa oriental de la Península, desde el Cabo de Gata hasta la frontera con Francia, el archipiélago balear y las plazas norteafricanas de Orán y Mazalquivir.
El departamento aparece descrito en el quinto volumen del Diccionario geográfico-estadístico-histórico de España y sus posesiones de Ultramar de Pascual Madoz con, entre otras muchas, las siguientes palabras:

CARTAGENA (departamento de): hallándose dividida la jurisd. de marina en 3 departamentos (con mas el apostadero de la Habana, que es casi igual á ellos en categoria), el de Cartagena tiene de estension toda la costa que hay comprendida entre el Cabo de Gata hasta el de Creux, y á mas las ilas Baleares. Para su gobierno y adm. hay en él un comandante general, teniente general ó gefe de escuadra, un mayor general que comnica las órdenes y lleva un alta y baja de la armada en la comprension de su jurisd., un ayudante secretario, dos ayudantes de la mayoria general y un número proporcionado de escribientes: una junta económica establecida desde el año 1772 para entender en todos los asuntos económicos de la armada, compuesta del comandante general, presidente, el mayor general del mismo, comandante del arsenal, contador principal, gefe de constructores del departamento, y del secretario de la com. g. Para entender en todo lo criminal y contencioso de fuero de marina, hay creado un tribunal compuesto del comandante general del departamento, presidente, un auditor, un fiscal, un escribano, procuradores y dos alguaciles. Dividido el departamento en tercios navales, prov. y distr. marítimos, se hallan estos desempeñados de un modo análogo; pero asi como los distr. estas á las inmediatas órdenes del gefe de la prov. respectiva, y estas á las del gefe del tercio naval á que corresponden, así los tercios dependen del comandante general del departamento. Los empleados del tercio naval, son; un brigadier comandante, un segundo, dos ayudantes, un contador, un asesor y un escribano; los de cada prov., un comandante de los de la clase de capitán de navío ó fragata, un segundo, un ayudante, un contador, un asesor y un escribano; y los de cada distr., un ayudante de la clase de capitán, teniente ó alférez, teniendo algunos asesor y escribano, aunque no es lo general. En este departamento, y mas principalmente en Cartagena, cab. de él, habia antes varios establecimientos científicos y un cuartel de guardias marinas, del que no queda mas que el edificio; estinguidas estas compañías y creado el cuerpo de auxiliares, el colegio militar de aspirantes de marina, la llamada Escuela de Condestables y otras, establecidas hoy en Cádiz (V.), quedó cerrado aquel edificio y trasladados á esta plaza muchos de sus mas preciosos objetos; únicamente y como monumento que recuerda nuestra ant. grandeza, existe un arsenal que es reputado, y con justicia, por una de las obras mas dignas y admirables de la nacion.
(Madoz, 1846, pp. 584-585)

En la segunda mitad del siglo XX, la denominación de los departamentos marítimos pasó a ser la de zonas marítimas, siendo estas:
- Zona Marítima del Cantábrico, con cabecera en Ferrol.
- Zona Marítima del Estrecho, con cabecera en Cádiz.
- Zona Marítima del Mediterráneo, con cabecera en Cartagena.

Al frente de cada una de estas tres zonas marítimas se encontraba un almirante de "tres estachas", con la denominación de Almirante Capitán General.
Se creó la Zona Marítima de Canarias, al mando de un vicealmirante, comandante general.
Además, existían los Sectores Navales de Baleares y de Cataluña, al mando de los cuales se encontraba un contralmirante, ambos dependientes del Capitán General de  Cartagena.
En la división marítimo-administrativa del territorio nacional en demarcaciones territoriales, también se consideraba la Jurisdicción Central de Marina, que comprendía el resto de provincias interiores no encuadradas en las zonas marítimas.
En 2002 tuvo lugar la desaparición de las zonas marítimas, debido a la reorganización que sufrió la Armada, pasando de ser una organización territorial a una organización funcional. Este cambio implicó la desaparición de las capitanías generales que, durante casi tres siglos, llevaron el control de sus respectivos espacios marítimos naturales.